# سيرتوخيمبوس
سْهرتوخينبوس (بالهولندية: 's-Hertogenbosch ) وتعني حرفياً «غابة الدوق» هي مدينة وبلدية بجنوب هولندا. وهي عاصمة مقاطعة شمال برابنت. تقع سْهرتوخينبوس 80 كم (50 ميل) إلى الجنوب من أمستردام.
في اللغة الدارجة نادراً ما يستخدم الهولنديون الاسم الرسمي سْهرتوخينبوس بل «دن بوس» Den Bosch. دن بوس تعني «الغابة».

## طوبوغرافيا
خريطة طوبوغرافية هولندية لبلدية سيرتوخيمبوس، سبتمبر 2014، (تقرأ بعد ثلاث نقرات على الخريطة).

## توأمة
لسيرتوخيمبوس اتفاقيات توأمة مع كل من:
- فوكشاني
- ترير
- لوفان (1984 -)

## أعلام
- جوهانس كايزر
- يان هاينس
- هيرونيموس بوس
- جيريت شولت
- جورجيس ماركوبيدس